# Investor AB
Investor AB — шведська інвестиційна та холдингова компанія, яку часто вважають de facto конгломератом. Одна з найбільших компаній Швеції, Investor AB виступає інвестиційним підрозділом відомої шведської сім'ї Валленбергів; компанії цієї сім'ї залучені в різні галузі, основними з яких є фармацевтика, телекомунікації та промисловість.
Investor AB є найціннішою публічною компанією Швеції; вона має великі або контрольні пакети акцій у кількох інших найбільших компаніях Швеції. Через Patricia Industries та EQT AB компанія здійснює численні інвестиції по всьому світу.

## Історія
Investor AB була заснована в Стокгольмі, коли нове шведське законодавство ускладнило банкам можливість довгострокового володіння акціями промислових компаній. Акції банку родини Валленбергів, Stockholms Enskilda Bank, були передані новоствореній холдинговій компанії Investor AB, яка була виділена з банку і відтоді служила інвестиційним підрозділом родини.

## Інвестиції

### Публічні компанії
Investor AB володіє значними частками в таких компаніях. Частки власності варіюються від 3 % до 35 % станом на 2022 рік.
- ABB — Постачає електрифікаційні продукти, робототехніку та рухові системи, промислову автоматизацію та енергетичні мережі.
- AstraZeneca — Біофармацевтична компанія.
- Atlas Copco — Постачає компресори, вакуумні та повітрообробні системи, будівельне обладнання, електроінструменти та збиральні системи.
- Electrolux — Постачає побутову техніку для споживачів.
- Electrolux Professional — Продукти для обслуговування їжі, напоїв та пральні для професійного використання, відокремлена від Electrolux AB у 2020 році.
- Epiroc — Гірнича справа, інфраструктура та природні ресурси.
- Ericsson — Постачає технології та послуги у сфері комунікацій.
- Husqvarna AB — Постачає зовнішню силову техніку, товари для поливу, ріжуче обладнання та алмазний інструмент.
- Nasdaq, Inc. — Надає фінансові послуги та контролює фондові біржі.
- Saab — Продукти для військової оборони та цивільної безпеки.
- SEB — Група фінансових послуг, що фокусується головним чином на країнах Північної Європи, Німеччині та Балтії.
- Sobi — Біофармацевтика.
- Wärtsilä — Розробка морських та енергетичних двигунів.[6]

### Patricia Industries
Investor AB володіє більшістю акцій Patricia Industries станом на 2022 рік. Основна увага Patricia Industries зосереджена на інвестуванні та розвитку компаній, що повністю належать їй.
- BraunAbility — Автомобільні продукти для мобільності
- Laborie — Розробляє, проєктує та постачає інноваційне капітальне обладнання для секторів урології та гастроентерології, з додатковими і регулярними великими обсягами продажу одноразових катетерів
- Mölnlycke Health Care — Проєктує, виробляє та постачає одноразові продукти для догляду за ранами
- Permobil — електричні та ручні інвалідні візки, а також подушки та аксесуари
- Piab — Постачальник рішень для захоплення та переміщення в автоматизованих процесах виробництва та логістики
- Sarnova — Постачальник медичних продуктів для служб екстреної допомоги, лікарень, шкіл, підприємств та федеральних урядових агентств
- Advanced Instruments — Інструменти для тестування осмоляльності та витратні матеріали для клінічних, біофармацевтичних та харчових ринків
- Vectura — Розробляє, володіє та управляє нерухомістю
- 3 Scandinavia — Надає послуги мобільного голосового зв'язку та широкосмугового доступу у Швеції та Данії
- Фінансові інвестиції — Фінансові інвестиції складаються з інвестицій, для яких інвестиційний горизонт ще не визначений

### Інвестиції в EQT
Інвестиції в EQT AB та фонди EQT.
- EQT AB — EQT управляє та консультує низку спеціалізованих інвестиційних фондів та інших інвестиційних інструментів, які інвестують по всьому світу з метою забезпечення привабливих прибутків та забезпечення майбутнього компаній. Як один із засновників EQT у 1994 році, Investor інвестував у більшість його фондів.

### Деякі колишні володіння
- IBX — послуги з закупівель (проданий Capgemini у 2010 році)
- WM-data — IT-послуги (проданий у серпні 2006 року)[7]
- Saab Automobile — придбана General Motors у 2000 році[8]
- Scania — продала свою частку Volkswagen Group у 2008 році[9]
- Bredbandsbolaget — провайдер широкосмугового та телекомунікаційного зв'язку. Це було спочатку складно, але продано у 2005 році Telenor з прибутком.[10]
- OMX — компанія фінансових послуг (продана у травні 2007 року Nasdaq)